# San Sebastián (Reni)
San Sebastián es una pintura al óleo sobre tela de Guido Reni, hoy conservado en la Auckland Art Gallery de Nueva Zelanda. Es considerada una obra de madurez del maestro del Barroco italiano; fechado alrededor de 1625, es uno de los ocho cuadros que el pintor ha dedicado a la figura del santo mártir del siglo III.

## Historia y descripción
Inicialmente perteneció a la colección privada del Duque de Hamilton, que luego la vendió al museo neozelandés.
Esta versión es la más estrechamente asociada a las que se encuentran en Bolonia, Madrid, París y Puerto Rico, aunque respecto a éstas, se diferencia en algunos detalles: la mano izquierda, que sobresale de la espalda, la correa, el taparrabos (más reducido), y alguna figura del paisaje.
La tez argéntea, tan distintiva de la mano de Reni, intensifica el aura del santo, que se hace casi impenetrable, inmerso en la piedad y la devoción. El físico del joven es flaco, una flecha ha quedado prendida en el abdomen, y se pueden contar las costillas. La pose estática está estrechamente asociada a la del Esclavo rebelde de Miguel Ángel; ambos alzan la cabeza hacia lo alto, como si quisieran dirigirse hacia el cielo.